# Лекај
Лекај (алб. Lekaj) је насељено место у општини Скадар у округу Скадар, Албанија. Према попису из 1989. године било је 644 становника.
Лекај су једно од насеља и братства племена Шаља.